# Herèon de Samos
L'Herèon (grec antic: Ἡραῖον, Hēráion) fou un temple de l'illa de Samos, Grècia, construït pels arquitectes Recos i Teodor vers el 540 aC. Fou el primer dels grans temples de la Jònia, i fou destruït al cap de cent anys per un terratrèmol. Una de les seves estàtues colossals es conserva al Museu Arqueològic de Samos. S'hi va trobar la Koré de Samos, actualment exposada al Louvre.
Juntament amb el Pitagorèon i el túnel d'Eupalinos, ha estat inscrit en la llista del Patrimoni de la Humanitat de la UNESCO des del 1992.